# Pod Zakosy

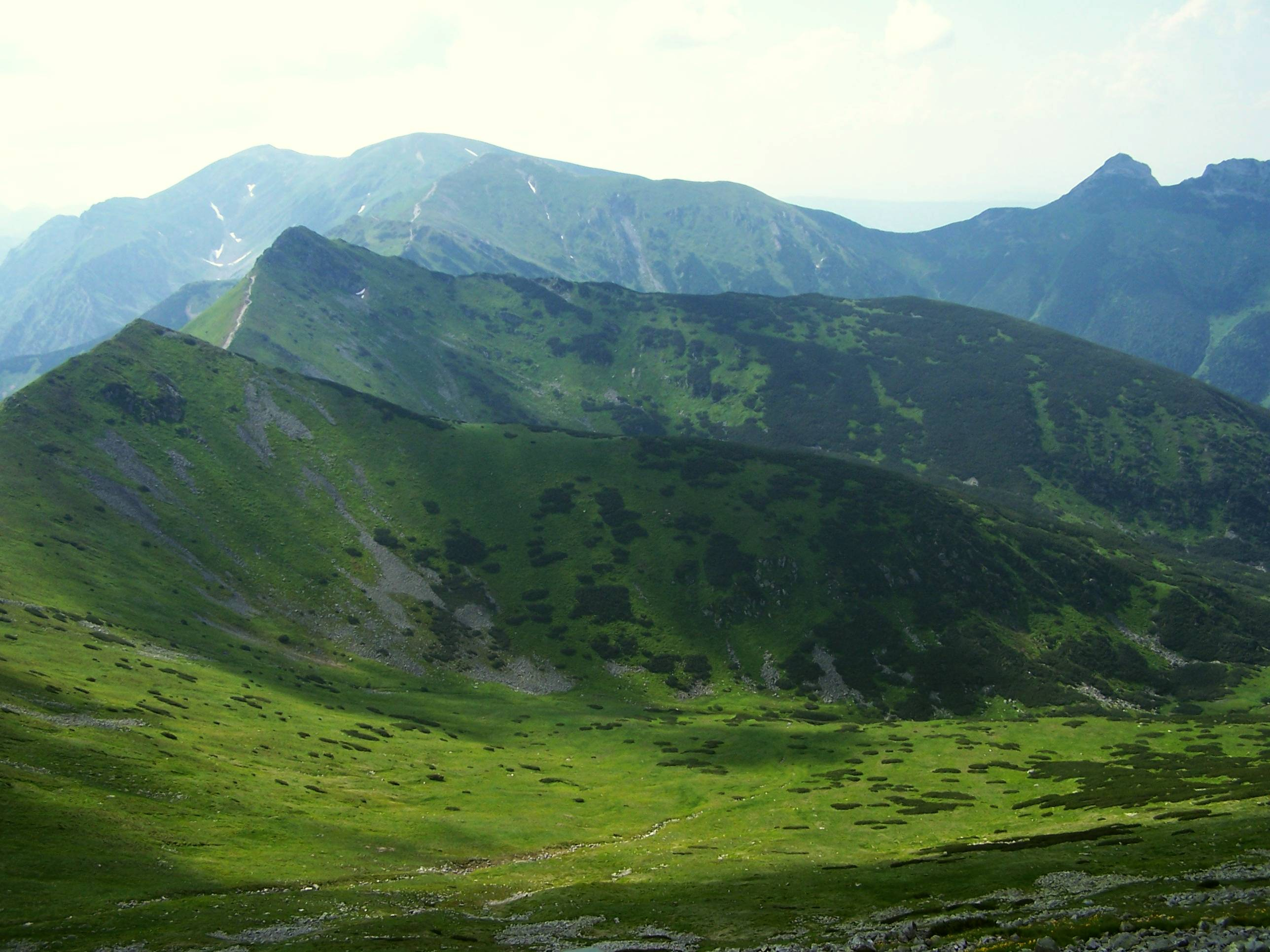
Dolina Goryczkowa pod Zakosy na pierwszym planie, widziana z Kasprowego Wierchu

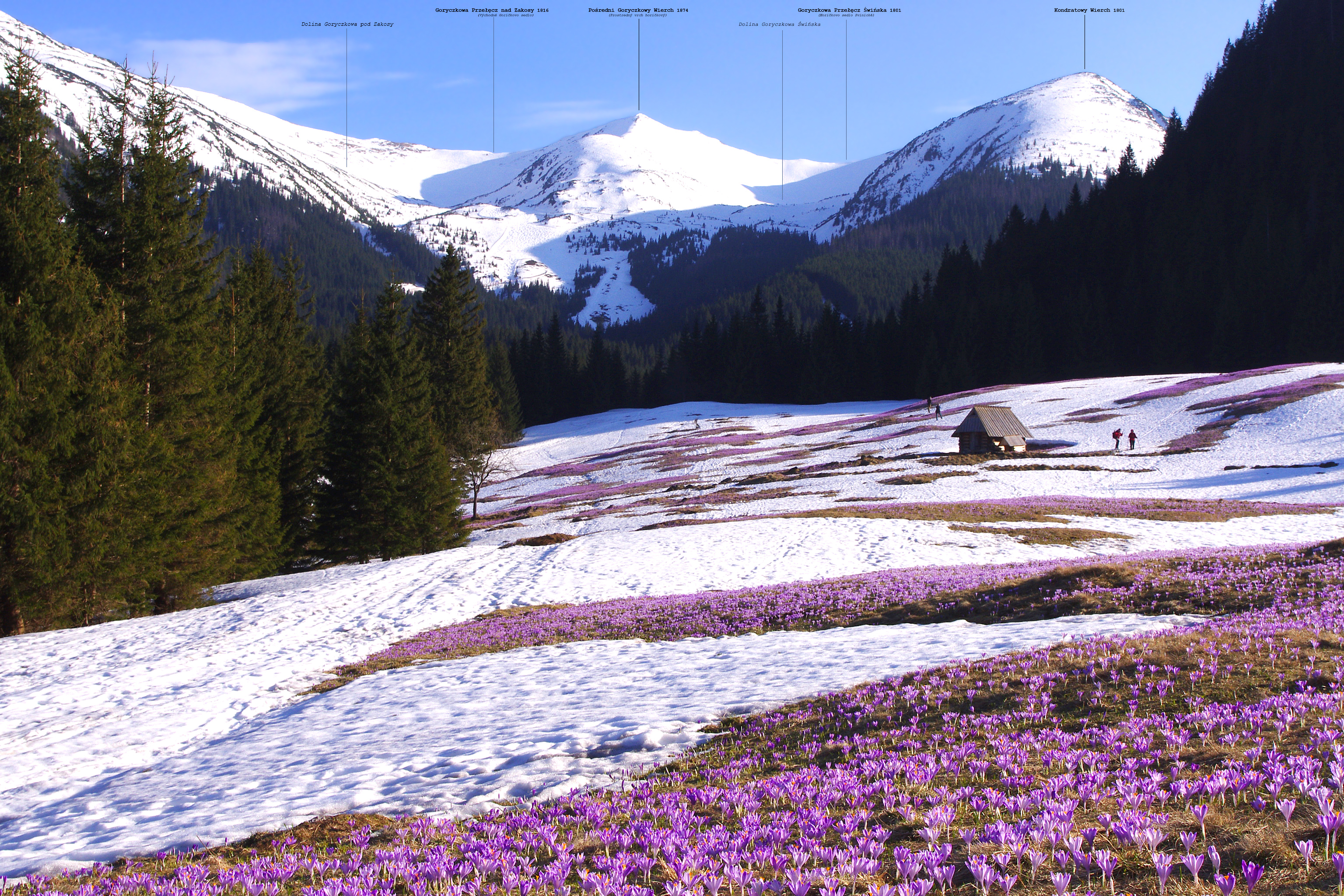
Widok z Kalatówek

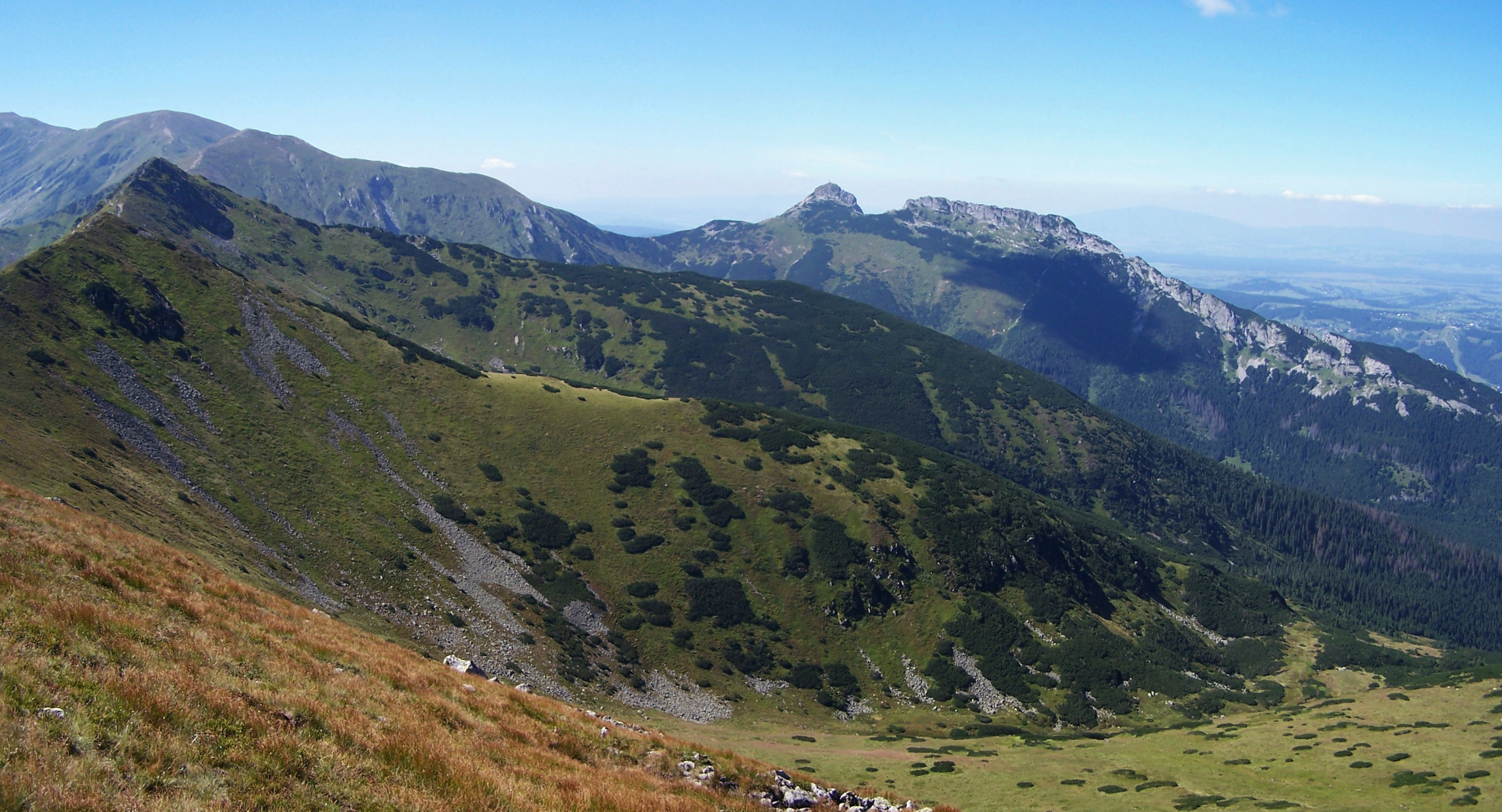
Widok z Kasprowego Wierchu

Pod Zakosy, Dolina Goryczkowa pod Zakosy, Goryczkowa pod Zakosy lub Dolina pod Zakosy – jedno z dwóch odgałęzień w górnej części Doliny Goryczkowej w Tatrach Zachodnich.

## Topografia
Znajduje się pomiędzy zboczami Kasprowego Wierchu i grzbietu opadającego z Pośredniego Goryczkowego Wierchu. Od południa podchodzi pod grań główną Tatr i przełęcz Goryczkową nad Zakosy. Znajduje się na wysokości ok. 1350–1700 m n.p.m. Najwyższa część doliny, znajdująca się bezpośrednio pod stokami Przełęczy nad Zakosy, to Goryczkowy Kocioł. Poniżej niego dolina zacieśnia się w tzw. Szyjkę. U wylotu Szyjki, po orograficznie lewej stronie Goryczkowego Potoku znajduje się rówień zwana Goryczkową Bulą, wykorzystywana przez helikopter ratowniczy jako naturalne lądowisko. Dnem doliny spływa niewielki Goryczkowy Potok (dopływ potoku Bystra), miejscami tracąc wodę.

## Nazewnictwo
Według Wielkiej encyklopedii tatrzańskiej nazwa doliny, podobnie jak wielu innych w Tatrach pochodzi od Hali Goryczkowej, tej zaś od popularnego wśród górali nazwiska Goryczka (jednego z pierwszych jej właścicieli). Ongiś twierdzono, że pochodzi od dawniej rosnących właśnie tam obficie goryczek, których nazwa zaś wzięta od gorzkiego ich smaku. Człon „Pod Zakosy” pochodzi natomiast od idących górą pod granie zakosów, czyli perci wydeptanych przez owce. Od czasu zaprzestania wypasu trawiasta, miejscami piarżysta dolina zaczyna stopniowo zarastać kosodrzewiną, dlatego też zmniejszyła się populacja goryczek – owce ich nie tykały, a teraz niewyskubane trawy i drzewinki kosodrzewiny goryczkę zarastają. Według W.H. Paryskiego wywodzenie nazwy doliny od rośliny jest nieuzasadnione: jest po prostu typową dorobioną etymologią lud., opartą jedynie na przypadkowym podobieństwie słów: goryczka (roślina) i Goryczkowa Hala.

## Opis doliny
Dawniej dolina była wypasana, wchodziła w skład Hali Goryczkowej. Trawa była tutaj mizerna, a liczba owiec nadmierna w stosunku do możliwości tej hali, juhasi często więc przepędzali owce przez grań na słowacką stronę Doliny Cichej, gdzie trawa była bujniejsza i mniej wypasana. Obecnie Dolina pod Zakosy nie jest już wypasana, ale jest również intensywnie eksploatowana, głównie przez narciarzy. W jej dolnej części, zwanej Wyżnią Goryczkową Równią, stoi dolna stacja bardzo popularnego wśród narciarzy Wyciągu Goryczkowego na Kasprowy Wierch, a trasa zjazdowa prowadzi właśnie przez tę dolinę. Obok dolnej stacji wyciągu bufet.

## Nartostrady
– jednokierunkowa nartostrada z Kasprowego Wierchu przez Dolinę pod Zakosy, stokami dolnej części Kondratowego Wierchu do schroniska PTTK na Hali Kondratowej
 – jednokierunkowa przez Niżnią Goryczkową Rówień do Doliny Kondratowej poniżej Polany Kondratowej
 – jednokierunkowa od dolnej stacji wyciągu przez Kondrackie Rówienki, wzdłuż potoku Bystra do Kuźnic
 – jednokierunkowa od Myślenickich Turni do dolnej stacji wyciągu.